# Айленд (округ, Вашингтон)
Шаблон:StateAbbr_ 48°09′ пн. ш. 122°35′ зх. д. / 48.15° пн. ш. 122.58° зх. д.
Округ Айленд (англ. Island County) — округ (графство) у штаті Вашингтон, США. Ідентифікатор округу 53029.

## Історія
Округ утворений 1853 року.

## Демографія
За даними перепису 2000 року загальне населення округу становило 71558 осіб, зокрема міського населення було 37244, а сільського — 34314. Серед мешканців округу чоловіків було 35846, а жінок — 35712. В окрузі було 27784 домогосподарства, 20241 родин, які мешкали в 32378 будинках. Середній розмір родини становив 2,93.
Віковий розподіл населення поданий у таблиці:
| Стать    | До 15 років | 15-21 | 22-29 | 30-39 | 40-49 | 50-65 | 65-85 | Понад 85 |
| -------- | ----------- | ----- | ----- | ----- | ----- | ----- | ----- | -------- |
| Чоловіки | 7867        | 3560  | 3825  | 5221  | 5002  | 5688  | 4361  | 322      |
| Жінки    | 7352        | 2986  | 3214  | 5048  | 5432  | 6152  | 4906  | 622      |

## Суміжні округи
- Скеджіт — північ
- Сногоміш — схід
- Кітсеп — південний захід
- Джефферсон — захід
- Сан-Хуан — північний захід

## Виноски
1. ↑  U.S. Decennial Census. United States Census Bureau. Архів оригіналу за 26 квітня 2015. Процитовано 7 січня 2014.
2. ↑  Historical Census Browser. University of Virginia Library. Архів оригіналу за 11 серпня 2012. Процитовано 7 січня 2014.
3. ↑  Population of Counties by Decennial Census: 1900 to 1990. United States Census Bureau. Архів оригіналу за 2 лютого 2019. Процитовано 7 січня 2014.
4. ↑  Census 2000 PHC-T-4. Ranking Tables for Counties: 1990 and 2000 (PDF). United States Census Bureau. Архів оригіналу (PDF) за 18 грудня 2014. Процитовано 7 січня 2014.
5. ↑  State & County QuickFacts. Бюро перепису населення США. Архів оригіналу за 7 червня 2011. Процитовано 7 січня 2014. [Архівовано 2011-06-07 у Wayback Machine.](англ.) Наведено за англійською вікіпедією.
6. ↑  American FactFinder. Бюро перепису населення США. Архів оригіналу за 26 лютого 2012. Процитовано 31 січня 2008. [Архівовано 2008-05-21 у Wayback Machine.]

| США | Це незавершена стаття з географії США. Ви можете допомогти проєкту, виправивши або дописавши її. |